# برگه ۲۲
برگه ۲۲ (به انگلیسی: Breguet 22) یک هواگرد ساختِ کارخانهٔ برگه اویاسیون در کشور فرانسه است . این هواگرد برای نخستین بار در ۱۹۲۲-۲۳ میلادی مورد استفاده قرار گرفت.